# Villaflores (Castille-et-León)
Villaflores est une commune de la province de Salamanque dans la communauté autonome de Castille-et-León en Espagne.